# 特里加希什
特里加希什是葡萄牙贝雅区的一个堂区。总面积16平方公里，总人口540人，人口密度33.8人/平方公里。